# 1588 w polityce

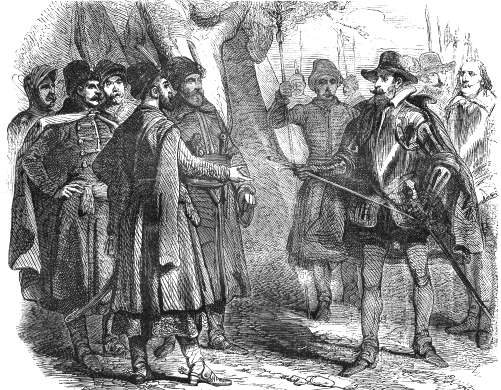
Maksymilian III Habsburg poddaje się Janowi Zamoyskiemu

Wydarzenia polityczne w 1588 roku.

## Wydarzenia
- 24 stycznia w bitwie pod Byczyną hetman wielki koronny Jan Zamoyski[1] pokonał wojska austriackiego arcyksięcia Maksymiliana III Habsburga, pretendenta do tronu polskiego[2]. Habsburski książę dostał się do niewoli.

## Zmarli
- 3 marca - Henryk XI Piastowicz Legnicki, książę śląski (ur. 1539)[3].
- 23 grudnia Henryk I de Guise, przywódca stronnictwa katolickiego[4].
- 24 grudnia Louis de Guise, brat Henryka I, kardynał[5].